# UEFA Champions League 2006/07 (1/8 finale) AS Roma - Olympique Lyon
Deze pagina is een subpagina van het artikel UEFA Champions League 2006/07. Hierin wordt de wedstrijd in de 1/8 finale tussen AS Roma en Olympique Lyon gespeeld op 21 februari nader uitgelicht.

## Wedstrijdgegevens
| Datum                | 21 februari 2007                | 21 februari 2007                |
| Stadion              | Stadio Olimpico, Rome           | Stadio Olimpico, Rome           |
| Toeschouwers         | 40.000                          | 40.000                          |
| Scheidsrechter       | Michael Riley ENG               | Michael Riley ENG               |
| Assistenten          | Roger East ENG Peter Kirkup ENG | Roger East ENG Peter Kirkup ENG |
| Vierde man           | Mark Clattenburg ENG            | Mark Clattenburg ENG            |
| Man van de wedstrijd | Francesco Totti (AS Roma)       | Francesco Totti (AS Roma)       |
|                      | AS Roma                         | Olympique Lyon                  |
| Doelpunten           | 0                               | 0                               |
| Gele kaarten         | 8                               | 3                               |
| Rode kaarten         | 0                               | 0                               |
| Wissels              | 1                               | 2                               |
| Schoten op doel      | 2                               | 5                               |
| Schoten naast doel   | 4                               | 7                               |
| Overtredingen        | 24                              | 33                              |
| Hoekschoppen         | 5                               | 5                               |
| Buitenspel           | 7                               | 0                               |
| Strafschoppen        | 0                               | 0                               |
| Balbezit (tijd)      | 23 min                          | 24 min                          |
| Balbezit (%)         | 48%                             | 52%                             |

| AS Roma | 0-0            | Olympique Lyon |
| | goals (assist) | |
| Luciano Spalletti | coach          | Gérard Houllier |
| Doni Christian Panucci Philippe Mexès David Pizarro Francesco Totti Rodrigo Taddei ( 86') Daniele De Rossi Simone Perrotta Matteo Ferrari Max Tonetto Mancini ( 76') | Opstellingen   | Grégory Coupet François Clerc Cris Juninho Pernambucano Florent Malouda Fred ( 74') Sidney Govou Éric Abidal Tiago Jérémy Toulalan Sébastien Squillaci |
| Christian Wilhelmsson ( 76') Mirko Vučinić ( 86') | Wissels        | Milan Baroš ( 74') |
| 2' Philippe Mexès 7' Christian Panucci 18' David Pizarro 43' Mancini 57' Rodrigo Taddei 82' Francesco Totti 89' Max Tonetto 90+' Daniele De Rossi                    | gele kaarten   | 12' Juninho Pernambucano 45' Sidney Govou 49' Jérémy Toulalan                                                                                          |
| | rode kaarten   | |